# Bailliage de Longwy
Le bailliage de Longwy est une ancienne entité administrative dépendante de la généralité de Metz,  ayant existé de 1685 à 1789.

## Géographie
Traversé par la Chiers, ce bailliage était de petite taille.

## Histoire
Primitivement, la ville et le comté de Longwy furent possédés par les ducs de Lorraine, cela jusqu’à la fin du treizième siècle. En 1276, le duc Ferry III divisa ce comté en sept prévôtés et Longwy en était le chef-lieu. 
Par le traité de paix de Ryswick, le roi de France rendit au duc de Lorraine le duché de Bar, mais retint la ville et prévôté de Longwy conformément au traité de Nimègue, à condition de donner au duc de Lorraine une autre prévôté en échange.
Ce bailliage fut créé par un édit de février 1685. Il était régi par la coutume de Saint-Mihiel et était rattaché, sur le plan religieux, au diocèse de Trèves.
Sur le plan économique, ce territoire produisait du froment, du meteil, du seigle, de l'orge et de l’avoine. L'unité de mesure utilisée était la quarte, qui se divisait en quatre bichets.

## Composition
Composition en 1766 :
| Paroisses            | Feux |
| -------------------- | ---- |
| Herserange           | 8    |
| Larimont             | 1    |
| Lexy                 | 39   |
| Longlaville          | 31   |
| Longwy (ville)       | 398  |
| Longwy (ville-basse) | 57   |
| Mexy                 | 25   |
| Mont-Saint-Martin    | 61   |
| Rehon & Humont       | 20   |
| Romain               | 17   |
| Sosey (le fief de)   | 1    |

## Source
- Jean-Joseph Expilly, Dictionnaire géographique, historique et politique des Gaules et de la France, tome quatrième, 1766.